# Golczewo Młyn
Golczewo Młyn – nieczynna wąskotorowa ładownia kolejowa w Golczewie, w województwie zachodniopomorskim, w Polsce. 